# Horacio Álvarez-Mesa
Horacio Álvarez-Mesa y Menéndez - alias: Andrés Álvarez - (n. Avilés; 30 de noviembre de 1881 - f. íb.; 1936), hijo de Florentino Álvarez-Mesa y Arroyo y de Carmen Menéndez Valdés-Muñiz.
Estudió entre los años 1900 y 1901, Filosofía y Letras en la Universidad Central de Madrid y el preparatorio de Derecho, carrera que terminó en la Facultad ovetense en 1904.
Fue abogado, periodista y político liberal asturiano. 
Fue con su padre partidario del diputado Julián García-San Miguel y siguió su suerte política al prevaler en Avilés el partido de José María Pedregal.
Ocupó también el cargo de secretario municipal de Avilés desde el 1 de mayo de 1908 hasta el 14 de julio del mismo año.

Fue Presidente de la “Sociedad fundadora y protectora de la Escuela de Artes y Oficios de Avilés” desde el 1911 hasta 1914.

En el 1917, Horacio Álvarez-Mesa aparece entre los contribuyentes voluntarios del periódico El Progreso de Asturias fundado el 6 de enero del mismo año por el profesor de lenguas y periodista avilesín Julián G. Orbón. Colaboró en el semanario de Avilés “El Adelantado” fundado en el 1932 por Julián G. Orbón.
Fue asesinado por militantes republicanos el 30 de agosto de 1936. Su cadáver fue encontrado con dos tiros en la cabeza y las manos atadas a la espalda. 